# Etrekarcsa
Etrekarcsa (szlovákul Etreho Kračany) Királyfiakarcsa településrésze, egykor önálló falu Szlovákiában, a Nagyszombati kerületben, a Dunaszerdahelyi járásban.  A Karcsák falucsoport része. 2001-ben Királyfiakarcsának 967 lakosából 872 magyar és 84 szlovák volt.

## Fekvése
Dunaszerdahelytől 5 km-re nyugatra fekszik.

## Története
1641-ben emeletes kastély állt itt, mára nyoma sem maradt.
1910-ben 272, túlnyomórészt magyar lakosa volt. A trianoni békeszerződésig Pozsony vármegye Dunaszerdahelyi járásához tartozott.

## Híres emberek
- Itt született 1772. szeptember 28-án Georch Illés ügyvéd, jogi író, az MTA tagja.
- Itt hunyt el 1865. szeptember 20-án Bartal György jogtörténész, az MTA tagja.

## Külső hivatkozások
- Etrekarcsa Szlovákia térképén